# Podunk
Podunk (Podunck, Potunck, Potaecke, Potaunck, Potunk, Potunke, Windsor Indijanci), Algonquian pleme nastanjeno u 17. stoljeću u dolini Connecticuta na rijeci Podunk, čije je istoimeno glavno naselje bilo smješteno na ušću istoimene rijeke. Podunki, prema Hodgeu, bijahu srodni Poquonnoc Indijancima, a pripadali su široj grupi poznatoj kao Mattabesic. 
Imali su više sela, to su: Appaquag, Hockanum, Namaroake, Naubuc, Newashe (Nawaas), Peskantuk (Peskeomskut), Podunk, Scanticook (Scantic, Skaticook), te vjerojatno Mussauco.